# Medium
Medium (англ. Medium — «средний», оригинальный слоган — not too long, not too short, just medium — «не слишком длинный, не слишком короткий, просто средний»; также в английском слово medium значит просто «носитель информации») — платформа для социальной журналистики. Сервис запущен в августе 2012 года сооснователями Twitter – Эваном Уильямсом и Бизом Стоуном.
Для описания Medium часто используется понятие platisher (англ. Publisher as platform букв. «издатель как платформа»). Его ввёл исполнительный директор социального новостного сайта Sulia Джонатан Глик в своей статье для издания Re/code. Приводя в пример Medium, Vox Media, Gawker Media и BuzzFeed, он описал их как гибрид издательства и технической платформы, открытой для публикации материалов как профессиональными авторами, так и любыми пользователями.
Среди 75 сотрудников компании 15 авторов и редакторов. Платформа выпускает издания Matter, Cuepoint, Backchannel, Re: form, Vantage и The Nib. К декабрю 2014 года месячная аудитория Medium достигла 17 миллионов человек.
На территории Российской Федерации доступ к платформе с 1 июня 2023 года заблокирован.

## История

### The Obvious Corporation, 2003—2010
Эван Уильямс создал The Obvious Corporation после ухода из Google в 2003 году как инкубатор для идей и лабораторию инноваций. От развития проекта его отвлекла работа над Odeo и позднее созданным внутри компании сервисом Twitter. В 2006 году The Obvious Corporation, в которую вошли Биз Стоун, Джек Дорси и другие основатели Odeo, выкупила долю сторонних инвесторов в Odeo. Год спустя Twitter стал самостоятельной компанией, а Odeo был приобретён стартапом Sonic Mountain. В 2008—2011 годах Уильямс возглавлял Twitter, а покинув пост CEO он в том же году перезапустил The Obvious Corporation для создания нового проекта.

### Разработка, 2011—2012
В октябре 2011 года Уильямс пригласил канадскую дизайн-студию Teehan+LaX для создания прототипа нового веб-сервиса. Тот был закончен к Рождеству, а в апреле 2012 The Obvious Corporation привлекла студию для работы над дизайном основанного на прототипе проекта — Medium.
Запуск был запланирован на 31 июля 2012 года, но его перенесли на две недели. Тем не менее, с 1 августа по адресу medium.com появилась заглушка с авторизацией через учётную запись в Twitter. При попытке авторизации сервер возвращал ошибку 403. В бета-версии от 14 августа Medium ограничил доступ к публикации материалов пользователями, представил минималистичный дизайн и коллекции статей.
В течение срока контракта с апреля по ноябрь 2012 команда дизайнеров из Teehan+LaX и программистов из The Obvious Corporation разработали визуальную айдентику, пользовательские интерфейсы, шаблоны статей и простой текстовый процессор.

### Развитие, 2013—2015
В апреле 2013 года Medium был выделен из The Obvious Corporation в самостоятельную компанию. В том же месяце он приобрёл научно-популярный интернет-журнал Matter, ранее собравший $140,000 на Kickstarter, и включил его в себя с целью сделать «флагманским» изданием новой платформы. Основатели Matter, журналисты Бобби Джонсон и Джим Гилес присоединились к редакции Medium.
Спустя более года после запуска, 25 октября 2013 года Medium обновился до версии 1.0, открыв возможность публикации и создания коллекций статей всем пользователям.
В январе 2014 года платформа впервые привлёкла внешнее финансирование: доли в стартапе приобрели два фонда — организатор раунда Greylock Partners и Google Ventures — и несколько частных инвесторов, включая Рона Конвея. Общая сумма инвестиций составила $25 миллионов. Стартап не нуждался в новых инвесторах, так как Эван Уильямс после успешного IPO Твиттера стал миллиардером. Однако привлечение внешнего финансирования, по его собственным словам, стало сигналом рынку, что у компании есть внятная бизнес-модель и долгосрочная стратегия. Это также был способ привлечь новых управленцев, поскольку к 2014 году Medium ради своих проектов покинули сооснователи The Obvious Corporation Биз Стоун и Джейсон Голдман. Управляющие партнёры Greylock Partners Дэвид Зе и Джош Элман вошли в совет директоров компании.
В марте 2014 Medium выпустил мобильное приложение для iOS.
В сентябре 2015 сервис привлёк 57 миллионов долларов инвестиций. В результате Medium был оценён в 400 миллионов. Лидером инвестиционного раунда стал фонд Andreessen Horowitz, свои средства также вложили Google Ventures и Greylock Partners, а также Obvious Ventures. Месячная аудитория, по данным компании, составляет более 25 миллионов уникальных посетителей, каждую неделю 80 тысяч человек публикуют посты.

## Обзор

### Дизайн
Дизайн Medium построен вокруг процессов публикации и чтения. Вместо выбора и настройки темы оформления доступен один шаблон с большим количеством свободного пространства на экране, продуманной типографикой и возможностью вставки мультимедиа и встраивания контента из YouTube, Vimeo, Twitter, GitHub, Vine, Kickstarter, SoundCloud, Instagram и Rdio.
Автор работает через простой WYSIWYG текстовый процессор с небольшим набором функций: выбором прямого, наклонного или полужирного начертания, тремя уровнями заголовков, выключкой текста по центру, оформлением текста как цитаты или добавлением гиперссылки. Отсутствие сложных настроек и универсальный минималистичный дизайн призваны помочь сфокусироваться на процессе письма и не отвлекаться на оформление. Medium поддерживает совместную работу над текстом: соавторы и рецензенты могут оставлять комментарии к черновикам и предлагать правки. Благодарности участникам работы над текстом автоматически размещаются в поле на странице статьи. Кроме того, авторы могут делать короткие заметки через простую форму на главной странице.
Публикации на Medium систематизируются, в первую очередь, по тематике, а не авторству. Авторы могут добавить свои тексты в «коллекции», порядок внутри которых определяется не хронологией, а подсчитанным алгоритмами интересом читателей к конкретному материалу. Единица измерения объёма статей на Medium — среднее время чтения.
Комментарии внутри статей форматируются в виде маргиналий, а для развёрнутого ответа Medium предлагает использовать отдельные заметки.
Дизайн и простое управление Medium были отмечены наградой Webby Awards 2014 в категориях «Лучший опыт взаимодействия» и «Лучший функциональный визуальный дизайн».

### Публикации
По словам Биза Стоуна, Medium — это попытка эволюционного скачка в издательском деле. Medium на равных публикует целые издания, профессиональных авторов и рядовых пользователей — и задаёт высокую планку качества материалов.
В 2013 году на страницах Medium был опубликован роман «Наёмник» писателя Джошуа Дэвиса и журналиста Джошуа Бермана (автора статьи, ставшей основой для фильма Операция «Арго»). В рамках сотрудничества между Medium и студией Epic была запланирована публикации шести произведений.
Материалы на Medium варьируются от коротких статей, личных заметок и фотоисторий до объёмных эссе и журналистских расследований. Колумнист USA Today Мишель Вульф сравнивал Medium с Reader's Digest, а один из авторов Fast Company назвал его «Pinterest для жизнеописания».
На Medium публиковались президент США Барак Обама, предприниматели Илон Маск и Павел Дуров, биограф Уолтер Айзексон, писатель и журналист Эмили Гулд, шеф-редактор BuzzFeed Бен Смит и многие другие. Администрация президента США использует Medium для публикации речей президента и аналитических заметок.

### Экономическая модель
Medium зарабатывает посредством совместных публикаций с известными брендами. Концерн BMW, например, спонсирует издание Re: form, а Marriott International — блог о путешествиях Gone. Стоимость контракта определяется временем, которое читатель проводит за статьями.

### Критика
Medium не является платформой для блогов в привычном виде. Критики отмечают, что сервис девальвирует авторство материалов в пользу тематических подборок публикаций, ограничивает контроль автора над контентом, который предлагается читателю.
На момент выхода версии 1.0 Medium не поддерживал редактирование статей через браузеры Internet Explorer и Opera. В настоящий момент компания поддерживает две последние версии всех популярных браузеров, кроме IE.

### Обзорные материалы
- David Carr. A Platform and Blogging Tool, Medium Charms Writers. The New York Times (26 мая 2015).
- Joshua Benton. 13 ways of looking at Medium, the new blogging/sharing/discovery platform from @ev and Obvious. Neimanlab.org (13 августа 2012).